# Videbæk
Videbæk é um município da Dinamarca, localizado na região ocidental, no condado de Ringkobing.
O município tem uma área de 289 km² e uma  população de 12 140 habitantes, segundo o censo de 2005.